# Százezer kilométeres nagyságrend
Ez a lap a különböző nagyságrendek összehasonlítását segíti elő, 108 és 109 méter közötti hosszúságokat (szélességeket, magasságokat, mélységeket, átmérőket, távolságokat) sorolja fel. Az összes nagyságrendet átfogó lista a Nagyságrendek listája (hosszúság) szócikkben található meg.

## Értékek
108 m egyenlő az alábbiakkal:
- 100 Mm (megaméter)
- 100 000 km

## Csillagászat
- 102 000 km: a HD 149026 átmérője, amely egy szokatlanul sűrű Jupiter-típusú bolygó
- 120 000 km: a Szaturnusz átmérője
- 140 000 km: a Jupiter átmérője
- 174 000 km: az OGLE-TR-122b átmérője, amely a legkisebb ismert csillag
- 180 000 km: a HD 209458 b átmérője, amely a legnagyobb ismert bolygó
- 280 000 km: a Proxima Centauri átmérője, amely egy szokásos barna törpe
- 243 042 km: Kanada tengerpartjainak hossza
- 299 792 km: az a távolság, melyet a fény egy másodperc alatt tesz meg vákuumban (lásd: fénysebesség)
- 384 000 km: a Föld és a Hold átlagos távolsága